# Граболово
Гра́болово (бел. Грабалава) — деревня в составе Осиновского сельсовета Чаусского района Могилёвской области Республики Беларусь.

## История
В 1676 году упоминается как имение Грабилово в Оршанском повете ВКЛ.

## Население
- 2010 год — 38 человек